# Восрет

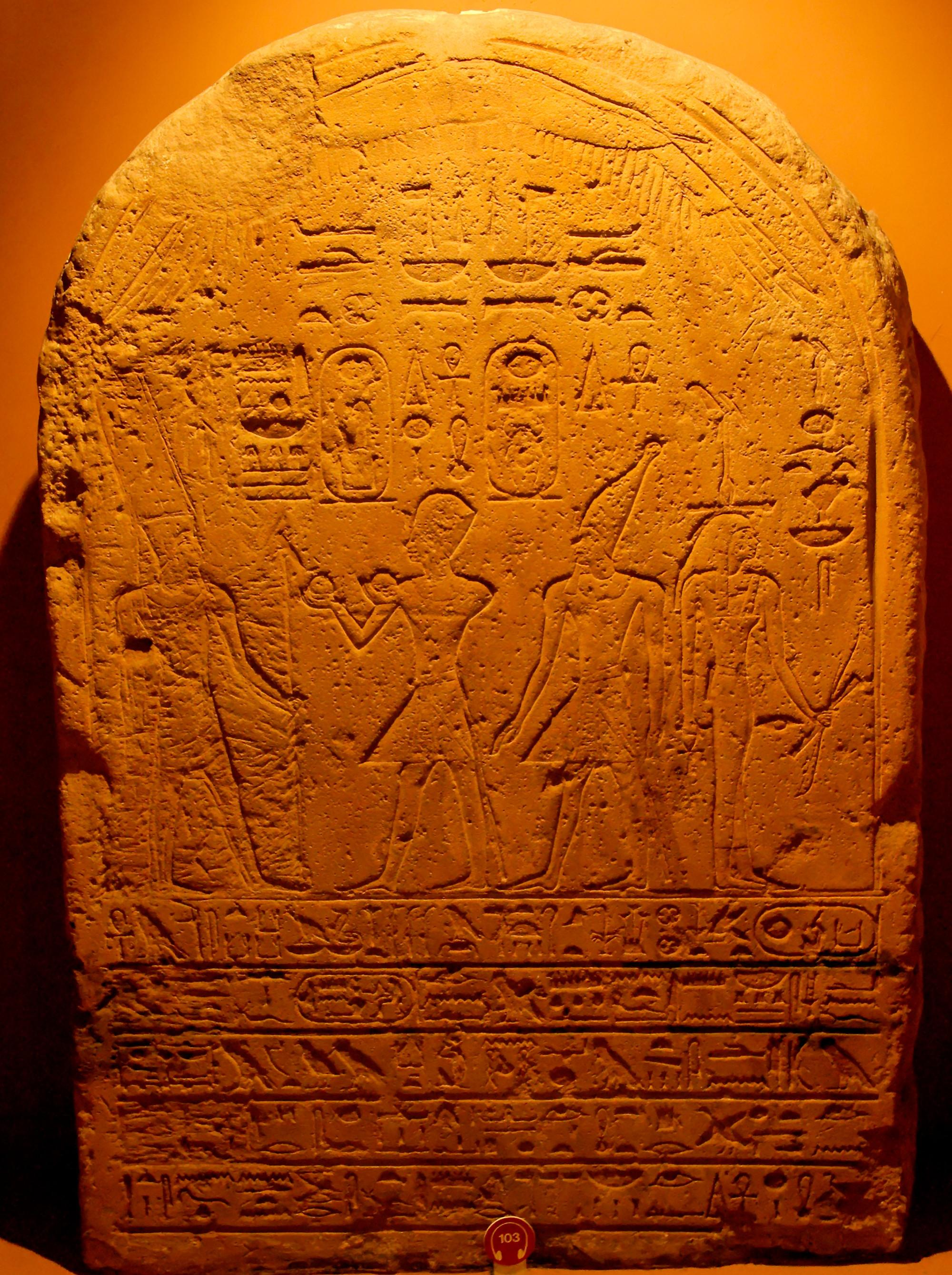
На фото зображені зліва направо: Амон, Хатшепсут в короні хепреш, Тутмос III в короні хеджет і Восрет. Стела з музею Ватикану.

| F12 | S29 | D21 · t | B1 |

| F12 | S29 | D21 · t | B1 |

Восрет (Восерет) — богиня захисту в давньоєгипетській міфології. Культовим центром богині було місто Фіви. Її ім'я означає «сильна». Культ богині зріс в період XII династії, коли три фараона були названі її синами. Одним з таких фараонів був Сенусерт I, чиє ім'я перекладається як «Людина богині Восрет» або «Сильна людина».
Цю богиню зображували дуже рідко. Не було знайдено жодного храму з її зображенням. Одним з нечисленних зображень богині є стела з барельєфом, де богиня зображена в самій правій частині.
Восрет зображували у високих коронах, зі скіпетром «уас» в руці, назва якого була пов'язана з її ім'ям, над головою у богині також міг бути зображений скіпетр уас з пером Маат, а в руках спис, лук і стріли.
У пізніші часи богиню Восрет замінили богинею Мут (богиня), яка стала формою богині Хатхор. Також її ототожнювали з захисницею бога Гора, сина Ісіди (коли він був молодим).
Вона була першою дружиною Амона (Джон Рей говорив про неї як про «теологічний еквівалент дівчини по сусідству»), потім її замінили на богиню Мут. Також цілком імовірно, що ім'я Мут є пізнішим варіантом імені Восрет.